# Оганесян Камо Арташесович
Камо Оганесян (вірм. Կամո Արտաշեսի Հովհաննիսյան, нар. 5 жовтня 1992, Єреван) — вірменський футболіст, півзахисник казахстанського клубу «Астана».
Виступав, зокрема, за клуб «Пюнік», а також національну збірну Вірменії.
Триразовий чемпіон Вірменії. П'ятиразовий володар Кубка Вірменії. Дворазовий володар Суперкубка Вірменії. Чемпіон Казахстану. Володар Кубка Казахстану.

## Клубна кар'єра
У дорослому футболі дебютував 2009 року виступами за команду «Пюнік», у якій провів сім сезонів, взявши участь у 175 матчах чемпіонату. Більшість часу, проведеного у складі «Пюніка», був основним гравцем команди. За цей час виборов титул чемпіона Вірменії, ставав володарем Кубка Вірменії, володарем Суперкубка Вірменії.
Згодом з 2017 по 2021 рік грав у складі команд «Торпедо-БелАЗ», «Жетису» та «Кайрат».
До складу клубу «Астана» приєднався 2022 року. Станом на 30 червня 2022 року відіграв за команду з Астани 12 матчів в національному чемпіонаті.

## Виступи за збірні
У 2009 році дебютував у складі юнацької збірної Вірменії (U-17), загалом на юнацькому рівні взяв участь у 8 іграх.
Протягом 2011–2012 років залучався до складу молодіжної збірної Вірменії. На молодіжному рівні зіграв у 7 офіційних матчах, забив 1 гол.
У 2012 році дебютував в офіційних матчах у складі національної збірної Вірменії.
| Дата       | Місто         | Господарі            | Результат | Гості                | Турнір                               | Голи | Примітки  |
| ---------- | ------------- | -------------------- | --------- | -------------------- | ------------------------------------ | ---- | --------- |
| 28-2-2012  | Лімасол       | Вірменія             | 0 – 2     | Сербія               | товариський матч                     | -    | 46'       |
| 29-2-2012  | Лімасол       | Вірменія             | 3 – 1     | Канада               | товариський матч                     | -    | 90+2'     |
| 5-6-2012   | Єреван        | Вірменія             | 3 – 0     | Казахстан            | товариський матч                     | -    | 80'       |
| 15-8-2012  | Єреван        | Вірменія             | 1 – 2     | Білорусь             | товариський матч                     | -    | 90'       |
| 14-11-2012 | Єреван        | Вірменія             | 4 – 2     | Литва                | товариський матч                     | -    |           |
| 5-2-2013   | Валенсія      | Вірменія             | 1 – 1     | Люксембург           | товариський матч                     | -    |           |
| 26-3-2013  | Єреван        | Вірменія             | 0 – 3     | Чехія                | Відбір до ЧС 2014                    | -    |           |
| 7-6-2013   | Єреван        | Вірменія             | 0 – 1     | Мальта               | Відбір до ЧС 2014                    | -    |           |
| 11-6-2013  | Копенгаген    | Данія                | 0 – 4     | Вірменія             | Відбір до ЧС 2014                    | -    |           |
| 14-8-2013  | Тирана        | Албанія              | 2 – 0     | Вірменія             | товариський матч                     | -    |           |
| 6-9-2013   | Прага         | Чехія                | 1 – 2     | Вірменія             | Відбір до ЧС 2014                    | -    | 76'       |
| 10-9-2013  | Єреван        | Вірменія             | 0 – 1     | Данія                | Відбір до ЧС 2014                    | -    |           |
| 11-10-2013 | Єреван        | Вірменія             | 2 – 1     | Болгарія             | Відбір до ЧС 2014                    | -    |           |
| 15-10-2013 | Неаполь       | Італія               | 2 – 2     | Вірменія             | Відбір до ЧС 2014                    | -    | 63'       |
| 5-3-2014   | Краснодар     | Росія                | 2 – 0     | Вірменія             | товариський матч                     | -    | 67'       |
| 3-9-2014   | Рига          | Латвія               | 2 – 0     | Вірменія             | товариський матч                     | -    |           |
| 7-9-2014   | Копенгаген    | Данія                | 2 – 1     | Вірменія             | Відбір до ЧЄ 2016                    | -    |           |
| 11-10-2014 | Єреван        | Вірменія             | 1 – 1     | Сербія               | Відбір до ЧЄ 2020                    | -    |           |
| 14-10-2014 | Єреван        | Вірменія             | 0 – 3     | Франція              | товариський матч                     | -    | 65'       |
| 14-11-2014 | Фару          | Португалія           | 1 – 0     | Вірменія             | Відбір до ЧЄ 2016                    | -    |           |
| 29-3-2015  | Ельбасан      | Албанія              | 2 – 1     | Вірменія             | Відбір до ЧЄ 2016                    | -    | 67'       |
| 13-6-2015  | Єреван        | Вірменія             | 2 – 3     | Португалія           | Відбір до ЧЄ 2016                    | -    | 61'       |
| 4-9-2015   | Новий Сад     | Сербія               | 2 – 0     | Вірменія             | Відбір до ЧЄ 2016                    | -    | 59'       |
| 7-9-2015   | Єреван        | Вірменія             | 0 – 0     | Данія                | Відбір до ЧЄ 2016                    | -    | 87'       |
| 8-10-2015  | Ніцца         | Франція              | 4 – 0     | Вірменія             | товариський матч                     | -    | 61'       |
| 11-10-2015 | Єреван        | Вірменія             | 0 – 3     | Албанія              | Відбір до ЧЄ 2016                    | -    |           |
| 2-6-2016   | Карсон        | Сальвадор            | 0 – 4     | Вірменія             | товариський матч                     | -    | 71'       |
| 8-10-2016  | Єреван        | Вірменія             | 0 – 5     | Румунія              | Відбір до ЧС 2018                    | -    | 64'       |
| 11-10-2016 | Варшава       | Польща               | 2 – 1     | Вірменія             | Відбір до ЧС 2018                    | -    | 61'       |
| 11-11-2016 | Єреван        | Вірменія             | 3 – 2     | Чорногорія           | Відбір до ЧС 2018                    | -    | 82'       |
| 26-3-2017  | Єреван        | Вірменія             | 2 – 0     | Казахстан            | Відбір до ЧС 2018                    | -    |           |
| 10-6-2017  | Подгориця     | Чорногорія           | 4 – 1     | Вірменія             | Відбір до ЧС 2018                    | -    |           |
| 1-9-2017   | Бухарест      | Румунія              | 1 – 0     | Вірменія             | Відбір до ЧС 2018                    | -    |           |
| 4-9-2017   | Єреван        | Вірменія             | 1 – 4     | Данія                | Відбір до ЧС 2018                    | -    |           |
| 5-10-2017  | Єреван        | Вірменія             | 1 – 6     | Польща               | Відбір до ЧС 2018                    | -    |           |
| 8-10-2017  | Нур-Султан    | Казахстан            | 1 – 1     | Вірменія             | Відбір до ЧС 2018                    | -    | 60'       |
| 13-11-2017 | Єреван        | Вірменія             | 3 – 2     | Кіпр                 | товариський матч                     | -    | 75'       |
| 24-3-2018  | Єреван        | Вірменія             | 0 – 0     | Естонія              | товариський матч                     | -    |           |
| 27-3-2018  | Єреван        | Вірменія             | 0 – 1     | Литва                | товариський матч                     | -    | 46'       |
| 13-10-2018 | Єреван        | Вірменія             | 0 – 1     | Гібралтар            | Ліга націй УЄФА 2018-2019 - 1-й етап | -    |           |
| 16-10-2018 | Єреван        | Вірменія             | 4 – 0     | Північна Македонія   | Ліга націй УЄФА 2018-2019 - 1-й етап | -    |           |
| 16-11-2018 | Гібралтар     | Гібралтар            | 2 – 6     | Вірменія             | Ліга націй УЄФА 2018-2019 - 1-й етап | -    |           |
| 23-3-2019  | Сараєво       | Боснія і Герцеговина | 2 – 1     | Вірменія             | Відбір до ЧЄ 2020                    | -    |           |
| 26-3-2019  | Єреван        | Вірменія             | 0 – 2     | Фінляндія            | Відбір до ЧЄ 2020                    | -    |           |
| 8-6-2019   | Єреван        | Вірменія             | 3 – 0     | Ліхтенштейн          | Відбір до ЧЄ 2020                    | -    |           |
| 11-6-2019  | Афіни         | Греція               | 2 – 3     | Вірменія             | Відбір до ЧЄ 2020                    | -    |           |
| 5-9-2019   | Єреван        | Вірменія             | 1 – 3     | Італія               | Відбір до ЧЄ 2020                    | -    |           |
| 8-9-2019   | Єреван        | Вірменія             | 4 – 2     | Боснія і Герцеговина | Відбір до ЧЄ 2020                    | -    | 83'       |
| 15-11-2019 | Єреван        | Вірменія             | 0 – 1     | Греція               | Відбір до ЧЄ 2020                    | -    |           |
| 18-11-2019 | Палермо       | Італія               | 9 – 1     | Вірменія             | Відбір до ЧЄ 2020                    | -    |           |
| 5-9-2020   | Скоп'є        | Північна Македонія   | 2 – 1     | Вірменія             | Ліга націй УЄФА 2020-2021 - 1-й етап | -    | 84'       |
| 11-10-2020 | Єреван        | Вірменія             | 2 – 2     | Грузія               | Ліга націй УЄФА 2020-2021 - 1-й етап | -    | 81'       |
| 14-10-2020 | Таллінн       | Естонія              | 1 – 1     | Вірменія             | Ліга націй УЄФА 2020-2021 - 1-й етап | 1    |           |
| 18-11-2020 | Єреван        | Вірменія             | 1 – 0     | Північна Македонія   | Ліга націй УЄФА 2020-2021 - 1-й етап | -    |           |
| 25-3-2021  | Вадуц         | Ліхтенштейн          | 0 – 1     | Вірменія             | Відбір до ЧС 2022                    | -    |           |
| 28-3-2021  | Єреван        | Вірменія             | 2 – 0     | Ісландія             | Відбір до ЧС 2022                    | -    |           |
| 31-3-2021  | Єреван        | Вірменія             | 3 – 2     | Румунія              | Відбір до ЧС 2022                    | -    |           |
| 1-6-2021   | Велика Гориця | Хорватія             | 1 – 1     | Вірменія             | товариський матч                     | -    | кап.      |
| 5-6-2021   | Стокгольм     | Швеція               | 3 – 1     | Вірменія             | товариський матч                     | -    | кап.      |
| 2-9-2021   | Скоп'є        | Північна Македонія   | 0 – 0     | Вірменія             | Відбір до ЧС 2022                    | -    | 66'       |
| 5-9-2021   | Штутгарт      | Німеччина            | 6 – 0     | Вірменія             | Відбір до ЧС 2022                    | -    |           |
| 8-9-2021   | Єреван        | Вірменія             | 1 – 1     | Ліхтенштейн          | Відбір до ЧС 2022                    | -    |           |
| 8-10-2021  | Рейк'явік     | Ісландія             | 1 – 1     | Вірменія             | Відбір до ЧС 2022                    | 1    |           |
| 11-10-2021 | Бухарест      | Румунія              | 1 – 0     | Вірменія             | Відбір до ЧС 2022                    | -    |           |
| 11-11-2021 | Єреван        | Вірменія             | 0 – 5     | Північна Македонія   | Відбір до ЧС 2022                    | -    | 46'       |
| 24-3-2022  | Єреван        | Вірменія             | 1 – 0     | Чорногорія           | товариський матч                     | -    | 81'       |
| 29-3-2022  | Осло          | Норвегія             | 9 – 0     | Вірменія             | товариський матч                     | -    | 21'       |
| 4-6-2022   | Єреван        | Вірменія             | 1 – 0     | Ірландія             | Ліга націй УЄФА 2022-2023 - 1-й етап | -    |           |
| 8-6-2022   | Глазго        | Шотландія            | 2 – 0     | Вірменія             | Ліга націй УЄФА 2022-2023 - 1-й етап | -    | 46'       |
| 11-6-2022  | Лодзь         | Україна              | 3 – 0     | Вірменія             | Ліга націй УЄФА 2022-2023 - 1-й етап | -    | кап.      |
| 14-6-2022  | Єреван        | Вірменія             | 1 – 4     | Шотландія            | Ліга націй УЄФА 2022-2023 - 1-й етап | -    | 59' 90+1' |
| Усього     |               | Матчів               | 71        |                      | Голів                                | 2    |           |

## Титули і досягнення
- Чемпіон Вірменії (3):

«Пюнік»: 2009, 2010, 2014-2015
- Володар Кубка Вірменії (5):

«Пюнік»: 2009, 2010, 2012-2013, 2013-2014, 2014-2015
- Володар Суперкубка Вірменії (3):

«Пюнік»: 2010, 2011
Арарат-Вірменія: 2024
- Чемпіон Казахстану (2):

«Кайрат»: 2020
«Астана»: 2022
- Володар Кубка Казахстану (1):

«Кайрат»: 2021
- Володар Суперкубка Казахстану (1):

«Астана»: 2023